# 永田麗
永田麗（日语：／ Nagata Rei，1995年5月13日—），日本女子羽毛球運動員。熊本縣出生，畢業於青森山田高校，現隸屬於北都銀行羽毛球部。

## 簡歷
2013年12月，永田麗代表青森縣出戰全日本綜合羽毛球錦標賽在首圈以0比2（15-21、12-21）的成绩不敵代表熊本縣的伊東可奈。
2014年4月，永田麗出戰樂魚羽毛球國際系列賽，在準決賽中以2比0（21-15、22-20）的成績擊敗了賽會的來自泰國的頭號種子蓬帕威·磋楚翁并在決賽中以2比1（21-12、18-21、21-18）的成績擊敗了來自馬來西亞的李盈盈贏得羽毛球生涯中的第一個冠軍。
2015年4月，永田麗出戰大阪羽毛球國際挑戰賽在首圈以0比2（16-21、13-21）的成績不敵隊友兼賽會的2號種子佐藤冴香。
2016年4月，永田麗出戰芬蘭羽毛球公開賽在準決賽中以0比2（16-21、15-21）的成績不敵隊友川島里羅，止步4強。

## 主要比賽成績
只列出曾進入準決賽的國際賽事成績：
| 年份   | 賽事                 | 公開賽級別 | 項目     | 成績   |
| ------ | -------------------- | ---------- | -------- | ------ |
| 2014年 | 樂魚羽毛球國際系列賽 | 國際系列賽 | 女子單打 | 冠軍   |
| 2016年 | 芬蘭羽毛球公開賽     | 國際挑戰賽 | 女子單打 | 準決賽 |

| 2007-2017年 | 首要超級賽 | 超級賽 | 黃金大獎賽 | 大獎賽 | 國際挑戰賽 | 國際系列賽 | 未來系列賽 | 其他 |

| 2018-2026年 | 總決賽 | 超級1000賽 | 超級750賽 | 超級500賽 | 超級300賽 | 超級100賽 | 國際挑戰賽 | 國際系列賽 | 未來系列賽 | 其他 |